# 阿蓋洛克

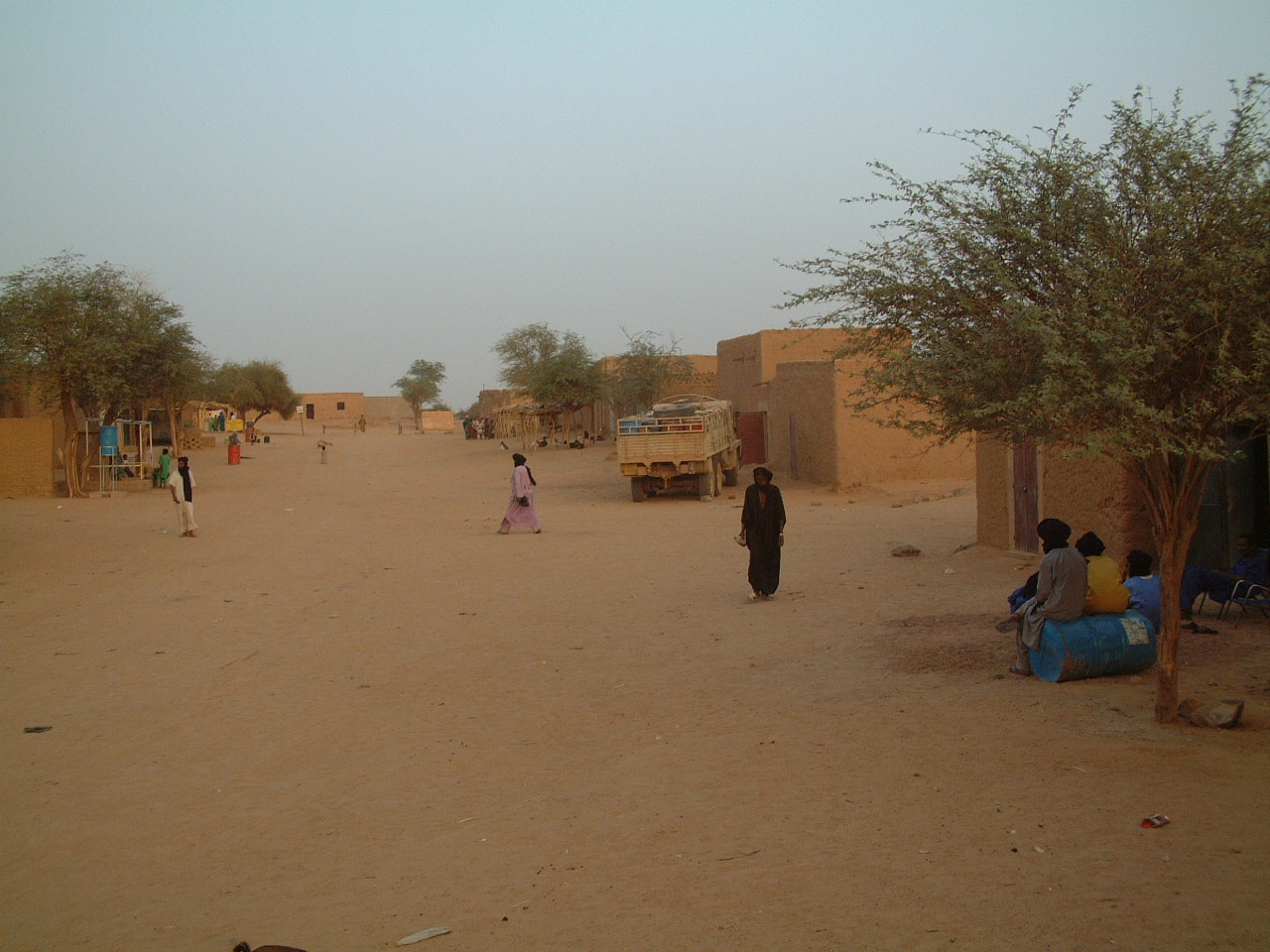
阿蓋洛克

阿蓋洛克（法語：Aguel'hoc），是馬里的城鎮，位於該國東北部，由基達爾區的泰薩利省負責管轄，處於加奧以北430公里，面積22,000平方公里，2009年人口8,080，人口密度每平方公里0.37人。